# Singapore Telecommunications
Singapore Telecommunications (spesso abbreviato con SingTel), è una società di telefonia mobile dell'area sudorientale asiatica.
È stato sponsor del Gran Premio di Singapore di Formula 1 dalla stagione 2008 alla stagione 2013.